# Телегин, Андрей Васильевич
Андрей Васильевич Телегин (30 августа 1926, с. Арамашево, Алапаевский район, Тагильский округ, Уральская область, РСФСР, СССР — 26 августа 2011, с. Костино, Алапаевский район, Свердловская область, Россия) — Герой Социалистического Труда (1971), председатель колхоза имени Чапаева Алапаевского района Свердловской области, участник Великой Отечественной войны.

## Биография
Родился 30 августа 1926 года в селе Арамашево Алапаевского района Уральской области (ныне — Свердловская область).
В 1943 году в возрасте 17 лет ушёл добровольцем в Красную Армию. На фронт попал в мае 1944 года, был механиком-водителем танка Т-34 на Белорусском фронте, в составе 31-й танковой бригады, 143 отдельной танковой бригады, а с января 1945 года был водителем тяжелой самоходной установки ЦУ-122. 19 ноября 1944 года в районе города Шяуляй экипаж танка Телегина уничтожил 2 танка противника, за что был награждён орденом Красной Звезды. 9 мая 1945 года встретил под Ростоком на территории Германии. Дважды горел в танке.
После демобилизации в 1948 году вернулся в родное село Арамашево инвалидом II группы. В 1959—1980 годах был председателем колхоза имени Чапаева. После выхода на пенсию был руководителем Совета ветеранов войны и труда села Костино.
Был депутатом Алапаевского районного и Костинского сельского Совета народных депутатов.
Скончался 26 августа 2011 года и был похоронен с воинскими почестями (под автоматные залпы и звуки российского гимна) на кладбище села Костино.

## Память
9 мая 2013 года была открыта мемориальная доска на стене здания правления колхоза в селе Костино Алапаевского района с именем Андрея Васильевича Телегина.

## Награды
За свои достижения был награждён:
- орден Красной Звезды (31.01.1945);
- орден Отечественной войны II степени (06.04.1985)[4];
- орден Трудового Красного Знамени;
- орден Октябрьской Революции;
- орден Ленина;
- орден Ленина;
- медаль За отвагу (20.06.1945);
- медаль «За победу над Германией в Великой Отечественной войне 1941—1945 гг.» (09.05.1945)[5];
- 08.04.1971 — звание Герой Социалистического Труда с вручением золотой медали Серп и Молот и ордена Ленина;
- звание «Почётный гражданин МО Алапаевский район».